# Bryophilina
Bryophilina là một chi bướm đêm thuộc họ Noctuidae.